# امیل بونجورنی
امیل بونجورنی (فرانسوی: Émile Bongiorni‎؛ ۱۹ مارس ۱۹۲۱ – ۴ مهٔ ۱۹۴۹) بازیکن فوتبال اهل فرانسه بود.
از باشگاه‌هایی که در آن بازی کرده‌است می‌توان به باشگاه فوتبال تورینو اشاره کرد.
وی همچنین در تیم ملی فوتبال فرانسه بازی کرده‌است.